# 聖パトリックの祝日

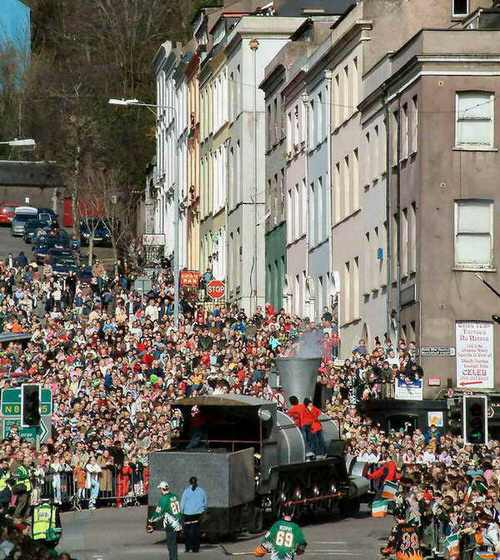
聖パトリックの祝日の様子（アイルランド、コーク。2004年）

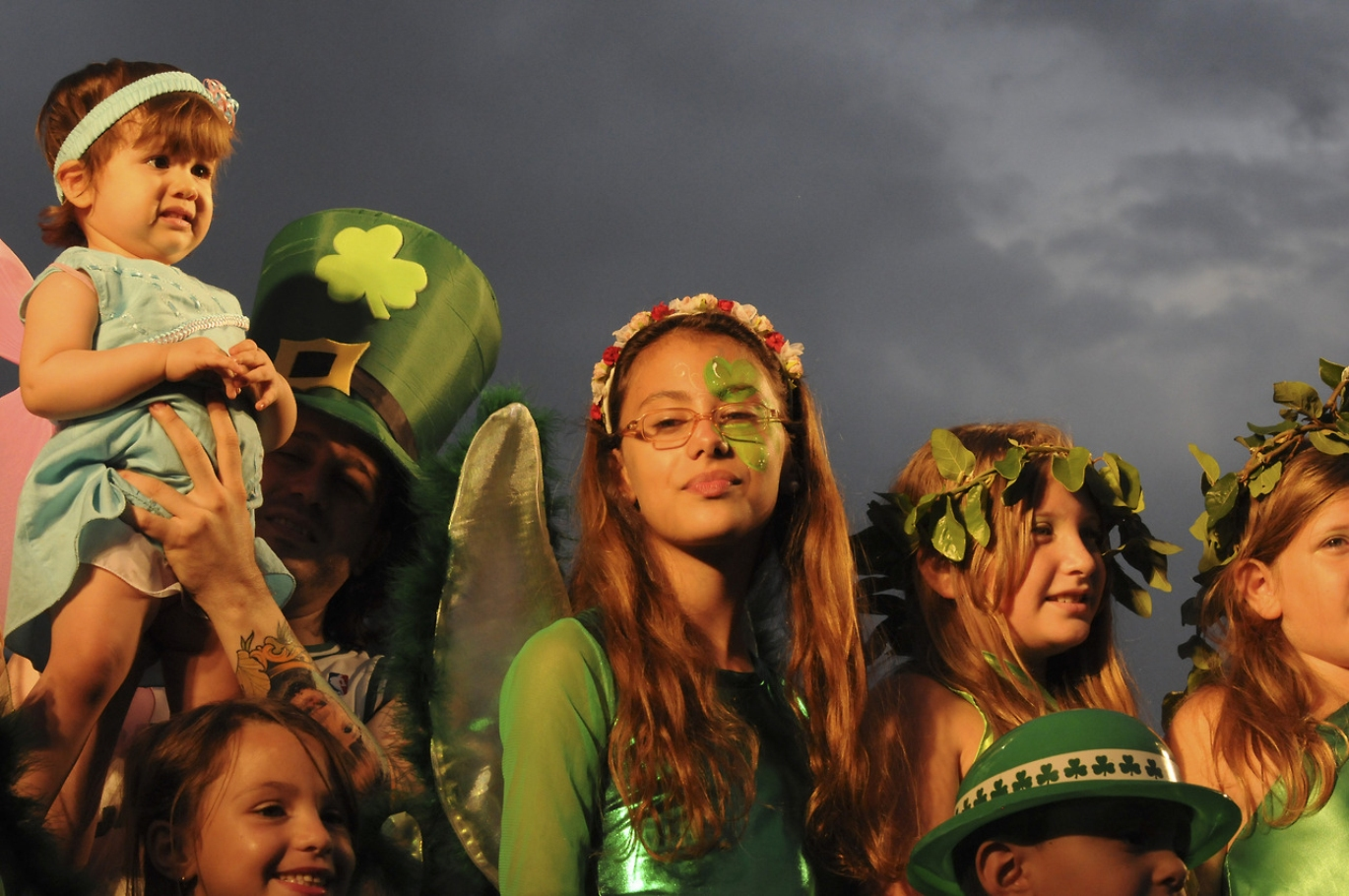
聖パトリックの祝日, ブエノスアイレス (アルゼンチン)

聖パトリックの祝日（せいパトリックのしゅくじつ、英: St. Patrick's Day、セイントパトリックス・デー、愛: Lá Fhéile Pádraig）は、アイルランドにキリスト教を広めた聖人聖パトリックの命日。3月17日。カトリックの祭日であり、アイルランド共和国の祝祭日。
シャムロックを服につけたり、ミサを行ったりする。アイルランドでは何世紀も前からこの日を祝う伝統が受け継がれ、正式に1903年より祝日となり、イギリスから独立後、徐々に祭礼日として成長した。1996年には政府が主体となってダブリンで5日間の盛大なフェスティバルとなりパレードやその他の行事が行われた。

## アイルランド以外の国

### アメリカ合衆国

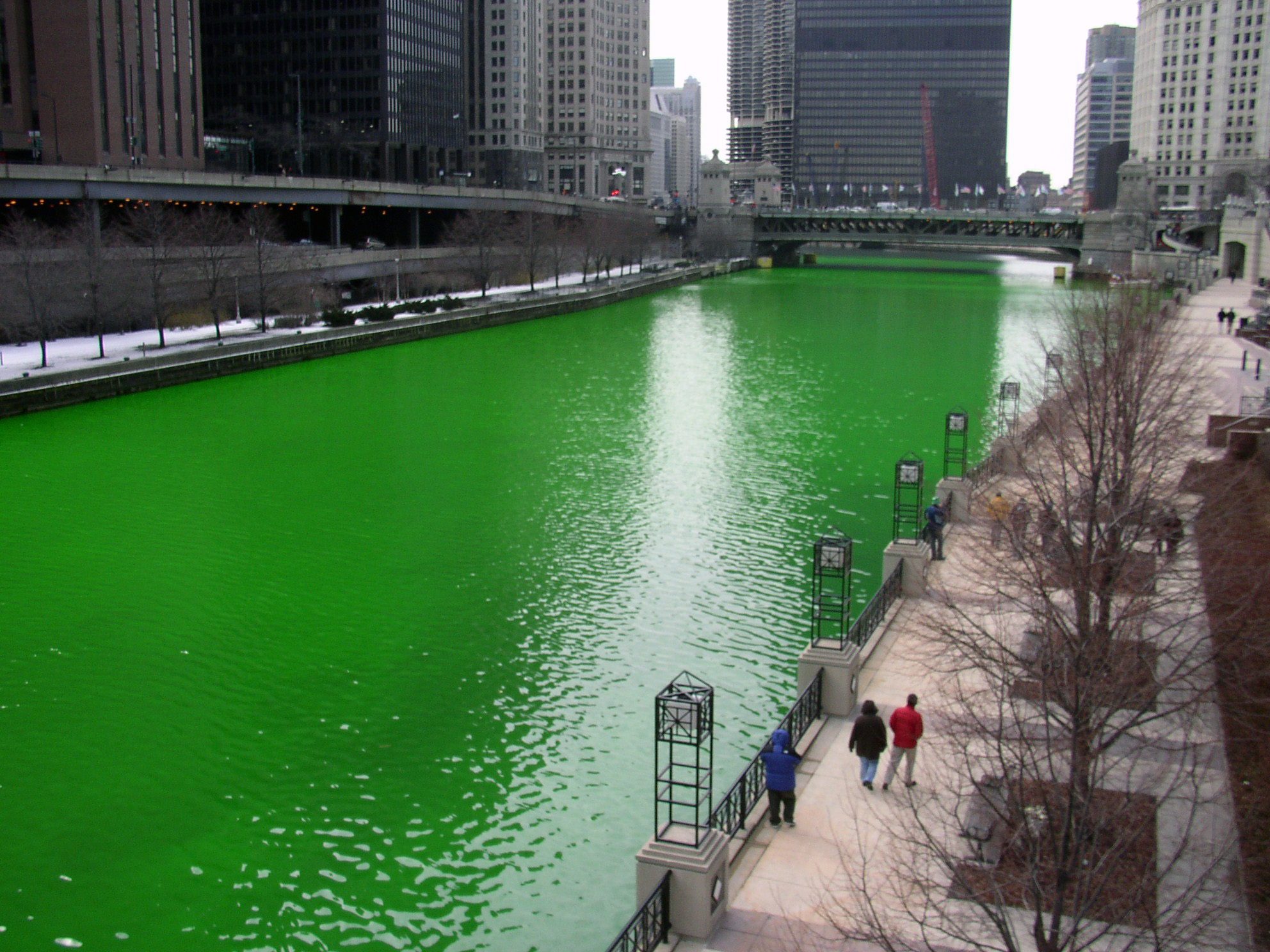
緑色に染められたシカゴ川 (2005)

緑色の物を身につけて祝う日で、「緑の日」とも呼ばれる。シカゴでは、シカゴ川をフルオレセインで緑色に染め上げる風景が見られる。またシカゴ市警察では着用する警察バッジを“緑の三つ葉”入りの特別な物にする。
アイルランド系やカトリック教徒以外の者も参加することが多い。
ニューヨークやボストンなど、アイルランド系移民の多い地域・都市で盛大に祝われる。なお、ウィスコンシン州のニューロンドンでは、この期間中だけ町名が「ニューダブリン」に変更される。
この日には緑に染めたラガービールを飲んだり、コンビーフ・アンド・キャベッジをアイルランド料理として食べる習慣がある。
現在見られるようなパトリックスデイの巨大パレードが始められたのはアイルランドではなく、アイルランド系移民も多いアメリカ合衆国である。イギリスの軍隊の兵役に従事していたアイリッシュの兵隊が1762年の3月17日にニューヨークの町を行進したのが始まりである。現在ニューヨークのマンハッタンは世界で一番大きな聖パトリックの日のパレードが行われる場所である。
子供の間ではこの日に緑の衣服を身に着けていないとつねられるという遊びがある。メジャーリーグではこの日には特製の緑色のユニフォームあるいはキャップを使用する。

### オーストラリア
シドニー、メルボルン、ブリスベンでパレードが行われる。

### ニュージーランド
オークランドの目抜き通りであるクイーン通りでパレードが行われる。夜間は青色に電飾されるスカイタワーも緑色に電飾される。アイルランド系ニュージーランド人は人口の15-20%を占めることからアイリッシュパブを中心に特別イベントとメニューが提供される。

### カナダ
オタワ、トロント、モントリオール、バンクーバーなど各地でパレードが行われている。

### イギリス
2002年にロンドンでパレードが行われてから恒例となっている。パレードの後はトラファルガー広場でコンサートが行われる。その他、バーミンガム、リヴァプール、マンチェスターでもパレードを含むフェスティバルが行われている。

### モントセラト
カリブ海にあるイギリス領の小島モントセラトはアイルランドから島へ移住したアイルランド人入植者から、カリブの「エメラルド島」、または「西のエメラルド」とも呼ばれていた。モントセラトがアイルランドの影響が強いからだけではなく、1768年3月17日に黒人奴隷がアイルランド人の主人に対して反乱をしようとしていた。奴隷の反乱計画は失敗に終わったが、毎年3月17日に反乱を記念して祝祭日となっている。
祝祭日ではアイリッシュシチューの影響を受けた、カリブの郷土料理ゴートウォーターを振舞い、カリプソ音楽のコンサートや、緑のシャムロック付きの伝統衣装を着て、ソカで踊りながらパレードを行い祝祭日を祝う。

### 日本

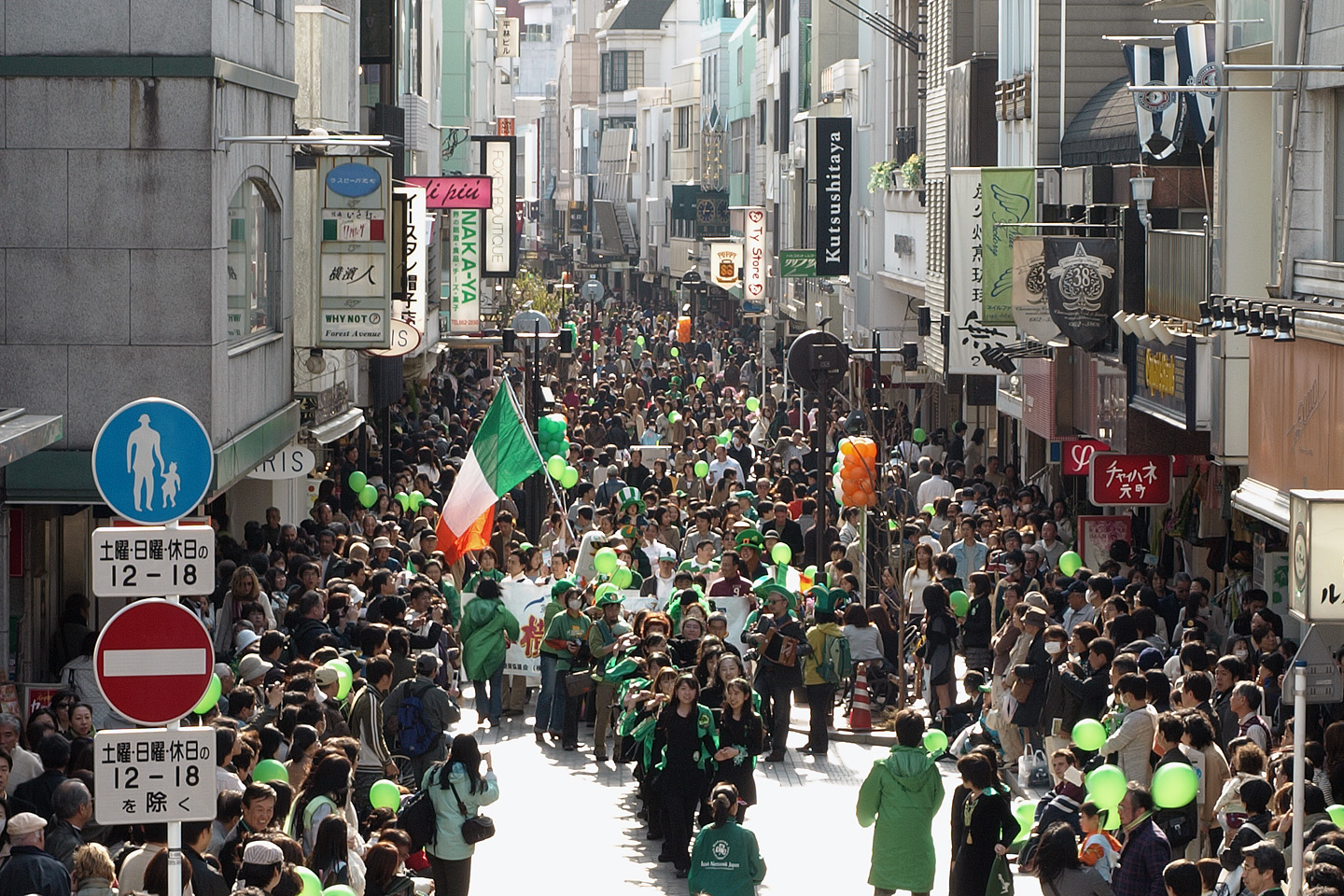
横浜市元町のセントパトリックデー・パレード

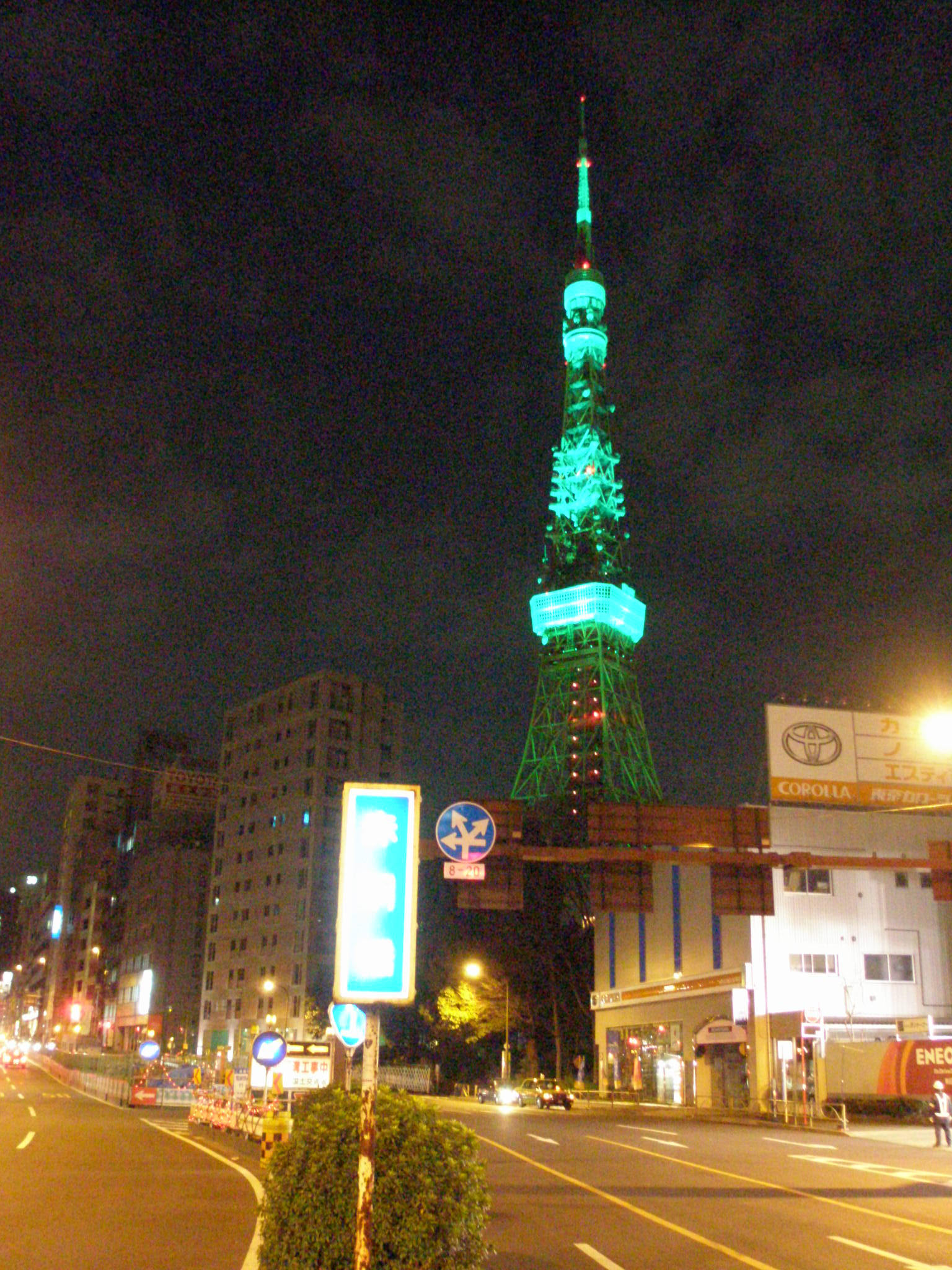
東京タワー 2007年3月17日

日本でも「アイルランドを一般の方にもっと知ってもらおう!」を主旨に、アイリッシュ・ネットワーク・ジャパンにより1992年からセント・パトリックス・デイ・パレードが開催されている。東京では原宿表参道をアイルランドのシンボルカラーのグリーンやシンボルの三つ葉のクローバーデザインの衣装、小物を身につけた約1,000名がパレードする。
その他、日本各所でパレードやオープンイベントなどが催されている。
また、アイリッシュパブではこの日に合わせて特別なプロモーションを行うところが多く、アイルランドのギネスやアイリッシュ・ウイスキーが特価販売されることもある。

## 聖パトリックの日が描かれている作品等
- おたすけマニー - 聖パトリックの日を題材にした回があり、修理屋のマニーが飾り付けを手伝うシーンやパレードで消防車に乗るシーンがある。
- マニアック・コップ （1988年）
- 処刑人（1999年）
- 逃亡者 (1993年の映画) - 犯人の逃亡時にシカゴでのパレードの様子が印象的に描かれる。